# ARA La Argentina
ARA La Argentina byl lehký křižník argentinského námořnictva, postavený na argentinskou objednávku britskou loděnicí Vickers-Armstrongs. Konstrukce křižníku byla odvozena od britské třídy Arethusa. Křižník La Argentina byl ve službě v letech 1939–1972. Fakticky byl především školní lodí, která v této roli nahradila letitou fregatu ARA Presidente Sarmiento.

## Pozadí vzniku

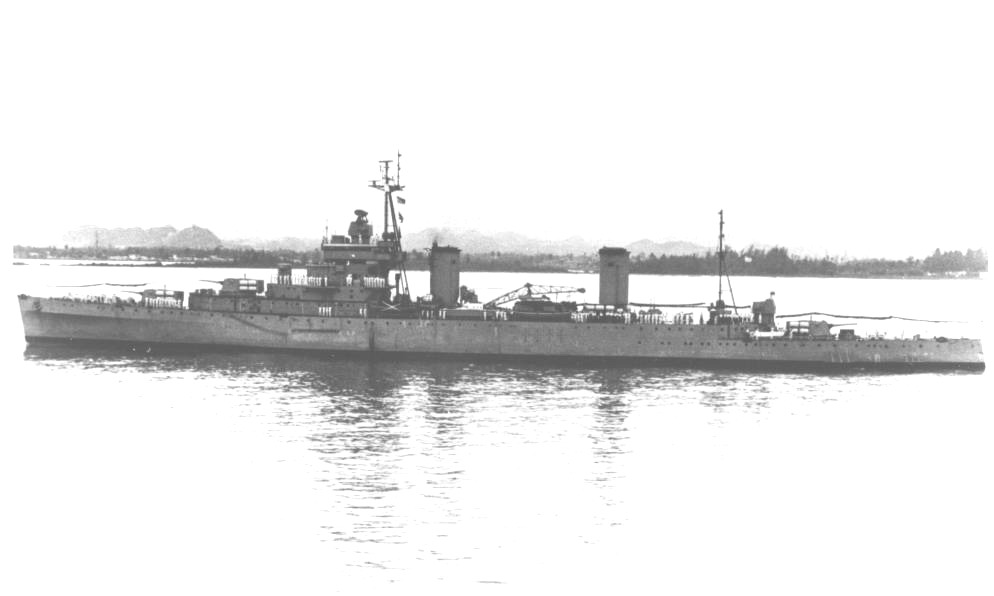
ARA La Argentina

Stavba křižníku byla součástí desetiletého plánu na obnovu floty, schváleného roku 1926. Plán zahrnoval stavbu dvou těžkých křižníků třídy Veinticinco de Mayo, lehkého křižníku, dvanácti torpédoborců (z toho dvě jednotky španělské třídy Churruca, tři jednotky třídy Mendoza a sedm jednotek třídy Buenos Aires) a tří ponorek třídy Santa Fe.Samotný křižník La Argentina postavila v letech 1936–1939 britská loděnice Vickers-Armstrongs v Barrow in Furness. Ze služby byl vyřazen roku 1972. Následně byl sešrotován.

## Konstrukce

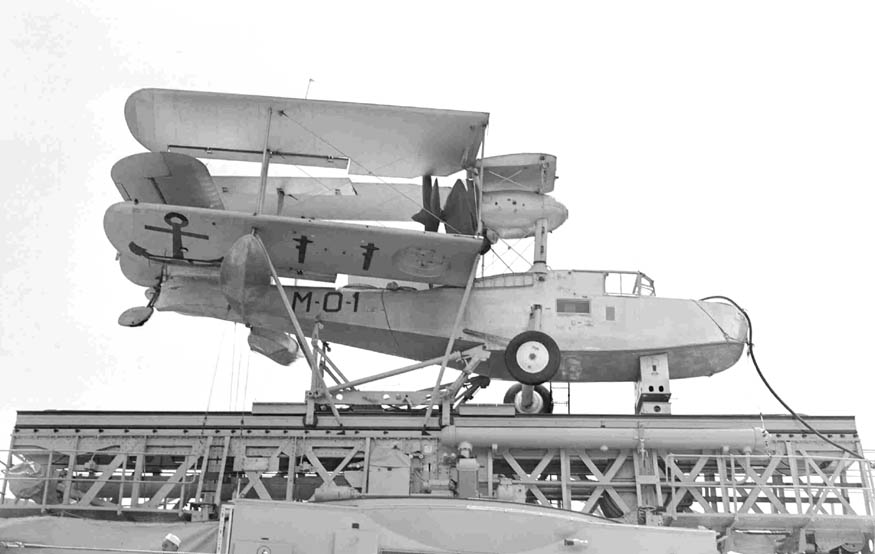
Supermarine Walrus

Oproti třídě Arethusa byl tento křižník větší a silněji vyzbrojený. Hlavní výzbroj tvořilo devět 152mm kanónů, umístěných ve třídělových věžích (Arethusa jich nesla pouze šest, umístěných ve stejném počtu dvoudělových věží). Sekundární výzbroj představovaly čtyři jednohlavňové 102mm kanóny, které doplňovalo osm jednohlavňových 40mm protiletadlových kanónů. Křižník dále nesl dva trojhlavňové 533mm torpédomety. Pohonný systém tvořily čtyři parní turbíny Parsons a šest kotlů Yarrow. Nejvyšší rychlost dosahovala 30 uzlů.